# Ярас, Витаутас Ионович
Витаутас Ионович Ярас (лит. Vytautas Jaras; 21 октября 1940, Пильвишкяй, Вилкавишкское районное самоуправление — 30 июня 1993, Вильнюс) — советский литовский легкоатлет, специалист по метанию диска. Выступал за сборную СССР по лёгкой атлетике в 1960-х и 1970-х годах, чемпион СССР, победитель Спартакиады народов СССР, многократный призёр первенств всесоюзного и республиканского значения, участник чемпионата Европы в Будапеште. Представлял Вильнюс и физкультурно-спортивное общество «Динамо». Заслуженный тренер СССР (1989).

## Биография
Витаутас Ярас родился 21 октября 1940 года в местечке Пильвишкяй Вилкавишкского района Литовской ССР. Окончил местную среднюю школу, после чего в 1958—1959 годах учился в строительном техникуме в Вильнюсе — с этого времени входил в число сильнейших литовских дискоболов, неоднократно выигрывал литовские республиканские первенства, шесть раз обновлял рекорд Литвы. Выступал за физкультурно-спортивное общество «Динамо».
Первого серьёзного успеха на всесоюзном уровне добился в сезоне 1961 года, когда на чемпионате СССР в Тбилиси с результатом 56,26 выиграл бронзовую медаль.
В 1962 году на чемпионате СССР в Москве вновь стал бронзовым призёром в зачёте метания диска.
На чемпионате СССР 1965 года в Алма-Ате получил серебро.
В 1966 году выиграл серебряные медали на всесоюзном турнире в Одессе и на чемпионате СССР в Днепропетровске. Благодаря этим успешным выступлениям вошёл в основной состав советской сборной и удостоился права защищать честь страны на чемпионате Европы в Будапеште — в финале метнул диск на 53,98 метра, расположившись в итоговом протоколе соревнований на девятой строке.
В 1967 году одержал победу на международном турнире в Париже и на чемпионате страны в рамках IV летней Спартакиады народов СССР в Москве. На Кубке Европы в Киеве стал третьим в личном зачёте и тем самым помог соотечественникам выиграть мужской командный зачёт.
В 1968 году показал второй результат на чемпионате СССР в Ленинакане.
На чемпионате СССР 1969 года в Киеве взял бронзу.
В 1970 году завоевал серебряную награду на чемпионате СССР в Минске.
В сентябре 1972 года выиграл серебряную медаль на всесоюзных соревнованиях в Харькове.
В апреле 1973 года на всесоюзном турнире в Феодосии превзошёл всех соперников, установив свой личный рекорд в метании диска — 62,64 метра. Данный результат в течение восьми лет оставался рекордом Литовской ССР (лишь в 1981 году его превзошёл ученик Яраса Ромас Убартас).
В июне 1975 года отметился победой на домашних соревнованиях в Вильнюсе.
После завершения спортивной карьеры занимался тренерской деятельностью в литовском республиканском совете ФСО «Динамо», в 1987—1988 годах тренировал в Вильнюсской школе высшего спортивного мастерства, в 1988—1991 годах — тренер Республиканской школы высшего спортивного мастерства, в 1991—1993 годах — главный тренер Литовского олимпийского центра. Среди его воспитанников олимпийский чемпион Ромас Убартас, а также такие титулованные спортсмены как Йонас Шяудинис, Видас Мисюнас и др. Заслуженный тренер Литовской ССР (1982). Заслуженный тренер СССР (1989).
Умер 30 июня 1993 года в Вильнюсе в возрасте 52 лет.